# Xã American, Quận Allen, Ohio
Xã American (tiếng Anh: American Township) là một xã thuộc quận Allen, tiểu bang Ohio, Hoa Kỳ. Năm 2010, dân số của xã này là 14.381 người.